# Liste Münchner Grünflächen

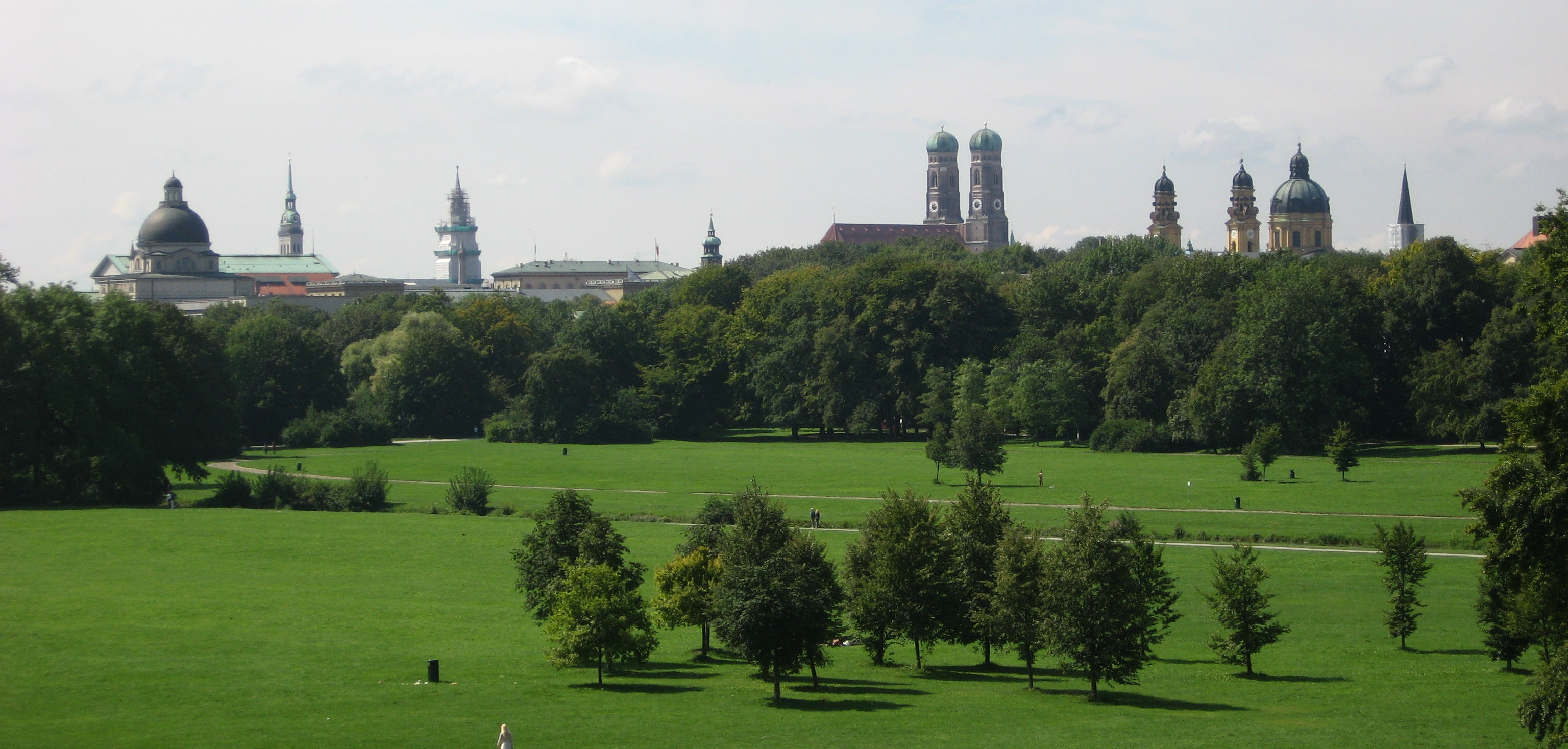
Englischer Garten

Diese Seite listet Grünanlagen, Parks und sonstige größere Grünflächen auf, die in dem Gebiet der bayerischen Landeshauptstadt München liegen oder im Besitz der Stadt sind. Waldgebiete und Friedhöfe sind in eigenen Listen erfasst. Es sollen in die Liste nur solche Grünanlagen aufgenommen werden, die – wenigstens zeitweise – öffentlich zugänglich sind.

## Parks und Anlagen
| Name                                                | Stadtbezirk (Lage)                                                                   | Größe (ha)       | Jahr der Entstehung       | Anmerkung | Bild                                 |
| --------------------------------------------------- | ------------------------------------------------------------------------------------ | ---------------- | ------------------------- | --- | ------------------------------------ |
| Grünanlage an der Adalbert-Stifter-Straße           | Bogenhausen (48° 9′ 46″ N, 11° 37′ 8″ O)                                             | 14,2             |                           | Landschaftsschutzgebiet (LSG-00599.01) | weitere Bilder                       |
| Agfa-Park                                           | Obergiesing-Fasangarten (48° 6′ 35″ N, 11° 34′ 58″ O)                                | 2,3              | 2015                      | Neuanlage auf dem Gelände der früheren Kamerafabrik von Agfa | weitere Bilder                       |
| Alter Botanischer Garten                            | Maxvorstadt (48° 8′ 30″ N, 11° 33′ 51″ O)                                            | 4                | 1812                      | geschützter Landschaftsbestandteil | weitere Bilder                       |
| Am Durchblick                                       | Pasing-Obermenzing (48° 9′ 42″ N, 11° 28′ 10″ O)                                     | 98               | 1957                      | der Park entstand auf der von Bauten freigehaltenen Fläche des Durchblickes vom Schloss Nymphenburg zum Schloss Blutenburg                                                                                    | Durchblick am Schloss Blutenburg     |
| Am Hohen Weg                                        | Harlaching (48° 6′ 0″ N, 11° 34′ 32″ O)                                              | 4,0              |                           | Landschaftsschutzgebiet (LSG-00120.09) | weitere Bilder                       |
| Am Krempelhuberplatz                                | Feldmoching-Hasenbergl (48° 11′ 41″ N, 11° 32′ 35″ O)                                | 1,5              |                           | | Am_Krempelhuberplatz                 |
| Amphionpark                                         | Moosach (48° 10′ 27″ N, 11° 30′ 56″ O)                                               | 3                |                           | | Amphionpark                          |
| Arnulfpark                                          | Neuhausen-Nymphenburg (48° 8′ 37″ N, 11° 32′ 28″ O)                                  | 3,5              | 2005                      | | weitere Bilder                       |
| Athener Platz                                       | Harlaching (48° 5′ 24″ N, 11° 34′ 2″ O)                                              | 2,8              |                           | | weitere Bilder                       |
| Grünanlage Marianne-Plehn-Straße – Bajuwarenpark    | Trudering-Riem (48° 7′ 12″ N, 11° 39′ 31″ O)                                         | 3                | 2008                      | | weitere Bilder                       |
| Baumschule Bischweiler                              | Untergiesing-Harlaching (48° 7′ 8″ N, 11° 33′ 56″ O)                                 | 3                | 1901                      | Landschaftsschutzgebiet (LSG-00120.09) | weitere Bilder                       |
| Bavariapark                                         | Schwanthalerhöhe (48° 7′ 51″ N, 11° 32′ 37″ O)                                       | 7                | 1831                      | geschützter Landschaftsbestandteil, Baudenkmal | weitere Bilder                       |
| Bayernplatz                                         | Schwabing-West (48° 9′ 58″ N, 11° 34′ 6″ O)                                          | 3                | 1911                      | | weitere Bilder                       |
| Behrpark                                            | Berg am Laim (48° 7′ 44″ N, 11° 38′ 1″ O)                                            | 0,87             |                           | Gehörte ursprünglich zur Villa Kreillerstraße 25, Denkmalschutz | weitere Bilder                       |
| Böhmerwaldplatz                                     | Bogenhausen (48° 8′ 38″ N, 11° 36′ 47″ O)                                            | 2                | 1930                      | 1912 als Schmuckplatz angelegt, 1930 in die heutige Gestalt gebracht. | weitere Bilder                       |
| Botanischer Garten                                  | Neuhausen-Nymphenburg (48° 9′ 45″ N, 11° 30′ 6″ O)                                   | 18               | 1914                      | Landschaftsschutzgebiet (LSG-00588.01) | weitere Bilder                       |
| Bürgermeistergarten                                 | Bogenhausen (48° 8′ 51″ N, 11° 36′ 13″ O)                                            | 1                | 1898                      | Bürgermeistervilla im Park steht unter Denkmalschutz | weitere Bilder                       |
| Grünanlage an der Carl-Wery-Straße                  | Ramersdorf-Perlach (48° 5′ 0″ N, 11° 38′ 45″ O)                                      | 0,6              |                           | | weitere Bilder                       |
| Denninger Anger (Westteil)                          | Bogenhausen (48° 8′ 50″ N, 11° 37′ 18″ O)                                            |                  | 1960                      | Der Anfang der 1960er Jahre angelegte Westteil des Denninger Angers wurde nach dem Bau des Arabellaparks in den 1980er Jahren zu einem hügelig gewellten Stadtpark erweitert.                                 | weitere Bilder                       |
| Echopark (Grünanlage am Max-Reinhardt-Weg)          | Ramersdorf-Perlach (48° 5′ 37″ N, 11° 38′ 19″ O)                                     | 2,0              |                           | | weitere Bilder                       |
| Englischer Garten                                   | Altstadt-Lehel, Schwabing-Freimann (48° 9′ 44″ N, 11° 36′ 16″ O)                     | 375              | 1789                      | eine der weiträumigsten innerstädtischen Parkanlagen der Welt, der nördliche Teil wird auch als Hirschau bezeichnet und ist Bestandteil des Landschaftsschutzgebiets Hirschau und Obere Isarau (LSG-00599.01) | weitere Bilder                       |
| Fasaneriesee                                        | Feldmoching-Hasenbergl (48° 12′ 15″ N, 11° 31′ 47″ O)                                | 23, davon 15 See |                           | | weitere Bilder                       |
| Feldmochinger See                                   | Feldmoching-Hasenbergl (48° 12′ 47″ N, 11° 30′ 51″ O)                                | 28, davon 15 See |                           | Landschaftsschutzgebiet (LSG-00120.13) | weitere Bilder                       |
| Freimanner Heide                                    | Schwabing-Freimann (48° 12′ 18″ N, 11° 36′ 13″ O)                                    | 8,8              |                           | | Freimanner Heide                     |
| Freizeitpark Wohnring Neuperlach                    | Ramersdorf-Perlach (48° 6′ 10″ N, 11° 38′ 29″ O)                                     | 4                | 1978                      | | weitere Bilder                       |
| Finanzgarten oder auch Dichtergarten                | Maxvorstadt (48° 8′ 39″ N, 11° 34′ 53″ O)                                            | 2                | 1804                      | 1979: der Öffentlichkeit zugänglich, Landschaftsschutzgebiet (LSG-00120.09) | weitere Bilder                       |
| Flaucheranlagen                                     | Sendling, Untergiesing-Harlaching (48° 6′ 27″ N, 11° 33′ 27″ O)                      |                  | 1950 in der heutigen Form | Landschaftsschutzgebiet (LSG-00120.09) | weitere Bilder                       |
| Freizeitpark Aubing-Ost                             | Aubing-Lochhausen-Langwied (48° 8′ 46″ N, 11° 25′ 52″ O)                             | 9                | 1971                      | | weitere Bilder                       |
| Freizeitpark Herzogpark oder Herzog-Albrecht-Anlage | Bogenhausen (48° 9′ 16″ N, 11° 36′ 31″ O)                                            | 2                | 1913                      | | weitere Bilder                       |
| Friedenspromenade                                   | Trudering (48° 6′ 29″ N, 11° 40′ 13″ O)                                              | 2,4              |                           | Landschaftsschutzgebiet (LSG-00120.11) | weitere Bilder                       |
| Fröttmaninger Berg                                  | Schwabing-Freimann (48° 12′ 53″ N, 11° 37′ 54″ O)                                    | 36               | 1985                      | | weitere Bilder                       |
| Frühlingsanlagen                                    | Au-Haidhausen (48° 7′ 27″ N, 11° 34′ 27″ O)                                          | 16               |                           | Landschaftsschutzgebiet (LSG-00120.09) | weitere Bilder                       |
| Gierlinger Park                                     | Thalkirchen-Obersendling-Forstenried-Fürstenried-Solln (48° 5′ 52″ N, 11° 32′ 33″ O) | 3,4              | 1965                      | Landschaftsschutzgebiet (LSG-00120.09) | weitere Bilder                       |
| Gilgwiese                                           | Thalkirchen-Obersendling-Forstenried-Fürstenried-Solln (48° 4′ 39″ N, 11° 30′ 49″ O) | 1,3              |                           | | Gilgwiese                            |
| Goldschmiedplatz                                    | Feldmoching-Hasenbergl (48° 13′ 9″ N, 11° 33′ 44″ O)                                 | 2,31             | 1960; 2007 gestaltet      | | weitere Bilder                       |
| Gondrellplatz                                       | Hadern (48° 7′ 28″ N, 11° 29′ 26″ O)                                                 | 0,6              |                           | | weitere Bilder                       |
| Griechenplatz                                       | Harlaching (48° 5′ 35″ N, 11° 33′ 52″ O)                                             | 0,7              |                           | | weitere Bilder                       |
| Grünwaldpark                                        | Neuhausen-Nymphenburg (48° 9′ 29″ N, 11° 31′ 46″ O)                                  | 3                |                           | Landschaftsschutzgebiet (LSG-00588.01) | weitere Bilder                       |
| Grünanlage am Guardinipark                          | Hadern (48° 7′ 11″ N, 11° 28′ 53″ O)                                                 | 0,2              |                           | | weitere Bilder                       |
| Harthofanger                                        | Milbertshofen-Am Hart (48° 12′ 17″ N, 11° 34′ 10″ O)                                 | 6                |                           | | weitere Bilder                       |
| Hartmannshofer Park                                 | Moosach (48° 10′ 23″ N, 11° 29′ 35″ O)                                               | 37               | 1964                      | Landschaftsschutzgebiet (LSG-00120.07) | weitere Bilder                       |
| Heckenstallerpark                                   | Sendling-Westpark (48° 6′ 37″ N, 11° 31′ 49″ O)                                      | 2,75             | 2017                      | | weitere Bilder                       |
| Hinterbrühler Park                                  | Thalkirchen-Obersendling-Forstenried-Fürstenried-Solln (48° 5′ 11″ N, 11° 32′ 32″ O) | 12               | 1907                      | Landschaftsschutzgebiet (LSG-00120.09), im Park liegt ein See und ein Golfplatz | weitere Bilder                       |
| Hermann-von-Siemens-Park                            | Thalkirchen-Obersendling-Forstenried-Fürstenried-Solln (48° 5′ 20″ N, 11° 31′ 21″ O) | 14               | 1959                      | Landschaftsschutzgebiet, im Park liegt ein Tennisplatz | weitere Bilder                       |
| Hirschgarten                                        | Neuhausen-Nymphenburg (48° 8′ 55″ N, 11° 30′ 45″ O)                                  | 28               | 1780                      | Landschaftsschutzgebiet (LSG-00120.16) | weitere Bilder                       |
| Hofgarten                                           | Altstadt-Lehel (48° 8′ 34″ N, 11° 34′ 48″ O)                                         | 4                | 1560                      | Landschaftsschutzgebiet (LSG-00120.09) | weitere Bilder                       |
| Grünanlage an der Kagerstraße/Jakob-Böhme-Straße    | Ramersdorf (48° 6′ 37″ N, 11° 36′ 20″ O)                                             | 0,3              |                           | | weitere Bilder                       |
| Grünanlage am Katzenbuckel                          | Obergiesing (48° 9′ 46″ N, 11° 37′ 8″ O)                                             | 2,9              |                           | | weitere Bilder                       |
| Korbinianplatz                                      | Milbertshofen (48° 11′ 8″ N, 11° 34′ 17″ O)                                          | 1                |                           | | weitere Bilder                       |
| Grünfläche Kornwegerstraße                          | Hadern (48° 6′ 57″ N, 11° 29′ 51″ O)                                                 | 0,35             |                           | | weitere Bilder                       |
| Kronepark                                           | Au-Haidhausen (48° 7′ 13″ N, 11° 34′ 52″ O)                                          | 2                | 1870                      | Landschaftsschutzgebiet (LSG-00120.09) | weitere Bilder                       |
| Grünanlage am Kuntersweg                            | Harlaching (48° 5′ 51″ N, 11° 34′ 5″ O)                                              | 4,6              |                           | Landschaftsschutzgebiet (LSG-00120.09) | weitere Bilder                       |
| Grünanlage an der Kurparkstraße                     | Hadern (48° 7′ 25″ N, 11° 29′ 54″ O)                                                 | 1,6              |                           | | weitere Bilder                       |
| Kustermannpark                                      | Ramersdorf-Perlach (48° 7′ 23″ N, 11° 36′ 7″ O)                                      | 2,7              | 1973                      | Der Park gehört den Eigentümern der angrenzenden Wohnanlage St.-Cajetan-Straße 7–13; die Stadt München hat lediglich eine Dienstbarkeit.                                                                      | weitere Bilder                       |
| Leopoldpark oder Unipark                            | Schwabing-Freimann (48° 9′ 22″ N, 11° 34′ 52″ O)                                     | 3                | um 1845                   | Baudenkmal (D-1-62-000-3849) | weitere Bilder                       |
| Lerchenauer See                                     | Feldmoching-Hasenbergl (48° 11′ 49″ N, 11° 32′ 14″ O)                                | 18, davon 8 See  | 1967 gestaltet            | | weitere Bilder                       |
| Levkojenplatz                                       | Hadern (48° 7′ 36″ N, 11° 28′ 57″ O)                                                 | 0,2              |                           | | weitere Bilder                       |
| Luitpoldpark mit Luitpoldhügel                      | Schwabing-West (48° 10′ 15″ N, 11° 34′ 11″ O)                                        | 33               | 1911                      | | weitere Bilder                       |
| Maßmannpark                                         | Maxvorstadt (48° 9′ 9″ N, 11° 33′ 34″ O)                                             | 2                | 1948                      | | weitere Bilder                       |
| Maximiliansanlagen                                  | Au-Haidhausen, Bogenhausen (48° 8′ 21″ N, 11° 35′ 44″ O)                             | 30               | 1866                      | gilt auch als südlicher Teil des Englischen Gartens, Landschaftsschutzgebiet (LSG-00120.09) | weitere Bilder                       |
| Michaelianger                                       | Berg am Laim (48° 7′ 22″ N, 11° 38′ 12″ O)                                           | 19               | 2000                      | Der Westteil des Michaeliangers wird auch eigenständig als Echardinger Park bezeichnet | weitere Bilder                       |
| Grünanlage am Miesbacher Platz                      | Harlaching (48° 5′ 46″ N, 11° 34′ 59″ O)                                             | 1,2              |                           | | weitere Bilder                       |
| Münchner-Kindl-Weg                                  | Harlaching (48° 5′ 31″ N, 11° 34′ 50″ O)                                             | 4,6              |                           | Am Nordrand des Perlacher Forsts | weitere Bilder                       |
| Neudeckanlagen                                      | Au-Haidhausen (48° 7′ 24″ N, 11° 35′ 4″ O)                                           | 2                |                           | Landschaftsschutzgebiet (LSG-00120.09) | Neudeckanlagen                       |
| Neufriedenheimer Platz                              | Hadern (48° 7′ 21″ N, 11° 30′ 3″ O)                                                  | 0,55             |                           | | weitere Bilder                       |
| Neuhofener Berg                                     | Sendling (48° 6′ 30″ N, 11° 32′ 29″ O)                                               | 8                |                           | | weitere Bilder                       |
| Nußbaumpark                                         | Ludwigsvorstadt-Isarvorstadt (48° 7′ 58″ N, 11° 33′ 49″ O)                           | 2                | 1812                      | Denkmalschutz | weitere Bilder                       |
| Obere Isarau                                        | Schwabing-Freimann (48° 12′ 5″ N, 11° 38′ 4″ O)                                      |                  |                           | Landschaftsschutzgebiet (LSG-00599.01) | Obere Isarau                         |
| Grünanlage am Oberhofer Weg                         | Milbertshofen-Am Hart (48° 11′ 9″ N, 11° 34′ 33″ O)                                  | 13               |                           | langgezogene Grünanlage vom Petuelring bis zur Rathenaustraße | weitere Bilder                       |
| Olympiapark                                         | Milbertshofen-Am Hart (48° 10′ 12″ N, 11° 33′ 6″ O)                                  | 85               | 1972                      | | weitere Bilder                       |
| Ostpark                                             | Ramersdorf-Perlach (48° 6′ 49″ N, 11° 38′ 17″ O)                                     | 56               | 1973                      | | weitere Bilder                       |
| Pachmayrplatz                                       | Bogenhausen (48° 9′ 1″ N, 11° 37′ 51″ O)                                             | 1,8              |                           | | Grünanlage Pachmayrplatz             |
| Park am Oberwiesenfeld                              | Milbertshofen-Am Hart (48° 11′ 15″ N, 11° 32′ 27″ O)                                 | 4,22             | 2020                      | | Park am Oberwiesenfeld               |
| Pasinger Stadtpark                                  | Pasing-Obermenzing (48° 8′ 21″ N, 11° 27′ 10″ O)                                     | 20               | 1929                      | | weitere Bilder                       |
| Perlachpark                                         | Ramersdorf-Perlach (48° 5′ 12″ N, 11° 38′ 10″ O)                                     | 5                | 1988                      | | weitere Bilder                       |
| Petuelpark                                          | Schwabing-West, Milbertshofen-Am Hart (48° 10′ 40″ N, 11° 34′ 45″ O)                 | 7                | 2004                      | | weitere Bilder                       |
| Piusplatz                                           | Berg am Laim (48° 7′ 22″ N, 11° 36′ 53″ O)                                           | 4                | 1935                      | Neugestaltung 2012 | weitere Bilder                       |
| Postwiese                                           | Au-Haidhausen (48° 7′ 36″ N, 11° 35′ 59″ O)                                          | 1                |                           | | weitere Bilder                       |
| Praterinsel                                         | Altstadt-Lehel (48° 8′ 10″ N, 11° 35′ 26″ O)                                         | 4                | 1810                      | Landschaftsschutzgebiet (LSG-00120.09) | weitere Bilder                       |
| Grünanlage an der Pühnstraße                        | Bogenhausen (48° 8′ 40″ N, 11° 37′ 52″ O)                                            |                  | 2019                      | im Mittelteil des Denninger Angers angelegte Grünanlage |                                      |
| Quartiersplatz Theresienhöhe                        | Schwanthalerhöhe (48° 7′ 40″ N, 11° 32′ 29″ O)                                       | 2                | 2010                      | | weitere Bilder                       |
| Riemer Park                                         | Trudering-Riem (48° 7′ 35″ N, 11° 42′ 7″ O)                                          | 133              | 2005                      | | weitere Bilder                       |
| Grünanlage an der Schittgablerstraße                | Feldmoching-Hasenbergl (48° 11′ 28″ N, 11° 32′ 40″ O)                                | 3,75             | 2020                      | | Grünanlage an der Schittgablerstraße |
| Schlosspark Nymphenburg                             | Neuhausen-Nymphenburg (48° 9′ 28″ N, 11° 29′ 34″ O)                                  | 229              | 1664 (Beginn)             | Denkmalschutz, Landschaftsschutzgebiet (LSG-00588.01) | weitere Bilder                       |
| Schuchwäldchen                                      | Thalkirchen-Obersendling-Forstenried-Fürstenried-Solln (48° 4′ 48″ N, 11° 30′ 38″ O) | 0,6              |                           | | Schuchwäldchen                       |
| Shakespeareplatz                                    | Bogenhausen (48° 8′ 33″ N, 11° 36′ 26″ O)                                            | 0,6              | 1912                      | Brunnen steht unter Denkmalschutz | weitere Bilder                       |
| Stemmerwiese                                        | Sendling (48° 7′ 20″ N, 11° 32′ 20″ O)                                               | 1,5              |                           | Rest der landwirtschaftlichen Fläche des Stemmerhofes | Stemmerwiese                         |
| Grünanlage am Stiftsbogen                           | Hadern (48° 7′ 15″ N, 11° 29′ 21″ O)                                                 | 1                |                           | | weitere Bilder                       |
| Südpark                                             | Thalkirchen-Obersendling-Forstenried-Fürstenried-Solln (48° 6′ 12″ N, 11° 30′ 40″ O) | 60               | 1970                      | | weitere Bilder                       |
| Taxispark                                           | Neuhausen-Nymphenburg (48° 9′ 47″ N, 11° 32′ 0″ O)                                   | 13               | 1924                      | Neugestaltet und der Öffentlichkeit zugänglich seit 2018 | weitere Bilder                       |
| Tierpark Hellabrunn                                 | Untergiesing-Harlaching (48° 5′ 46″ N, 11° 33′ 6″ O)                                 | 34               | 1911                      | | weitere Bilder                       |
| Valleyplatz                                         | Sendling (48° 6′ 59″ N, 11° 32′ 47″ O)                                               | 2                |                           | Der Genovevabrunnen von Hermann Geibel (1933) steht unter Denkmalschutz | weitere Bilder                       |
| Vollmarpark                                         | Untergiesing-Harlaching (48° 5′ 38″ N, 11° 34′ 35″ O)                                | 4                |                           | | weitere Bilder                       |
| Grünanlage an der Wahnfriedallee                    | Bogenhausen (48° 9′ 36″ N, 11° 37′ 26″ O)                                            | 6                |                           | auch Park an der Wahnfriedallee genannt, durch die Effnerstraße in zwei Teile geteilt, südlich des Ostteils schließt sich die Kleingartenanlage „Schlösselgarten“ an.                                         |                                      |
| Walchenseeplatz                                     | Obergiesing-Fasangarten (48° 6′ 45″ N, 11° 35′ 2″ O)                                 | 1                |                           | Ensemble Stockwerksiedlung Walchenseeplatz; Brunnen steht unter Denkmalschutz | weitere Bilder                       |
| Waldheimplatz                                       | Perlach (48° 4′ 58″ N, 11° 40′ 23″ O)                                                | 3                |                           | | weitere Bilder                       |
| Grünanlage am Walter-Hopf-Weg                       | Hadern (48° 7′ 19″ N, 11° 29′ 31″ O)                                                 | 6,1              | 2005/2008                 | | weitere Bilder                       |
| Grünanlage an der Wastl-Witt-Straße                 | Hadern (48° 7′ 35″ N, 11° 28′ 17″ O)                                                 | 1,3              |                           | | weitere Bilder                       |
| Weißenseepark                                       | Obergiesing-Fasangarten (48° 6′ 28″ N, 11° 35′ 7″ O)                                 | 9                | 2010/2016                 | | weitere Bilder                       |
| Westpark                                            | Sendling-Westpark (48° 7′ 21″ N, 11° 31′ 21″ O)                                      | 69               | 1983                      | | weitere Bilder                       |
| Grünanlage an der Wilramstraße                      | Ramersdorf-Perlach (48° 6′ 53″ N, 11° 36′ 37″ O)                                     | 5                |                           | Im östlichen Bereich steht eine Hainbuche, die als Naturdenkmal geschützt ist. | weitere Bilder                       |
| Grünanlage am Wörnbrunner Platz                     | Harlaching (48° 5′ 56″ N, 11° 34′ 51″ O)                                             | 1,1              |                           | mit Skatepark | weitere Bilder                       |
| Wotanshain                                          | Bogenhausen (48° 9′ 26″ N, 11° 37′ 24″ O)                                            | 2,7              |                           | auch Odinshain genannt, neben dem Höchl-Schlössl gelegen |                                      |
| Zamilapark                                          | Bogenhausen (48° 8′ 40″ N, 11° 38′ 39″ O)                                            | 13               | 1993                      | Ostteil des Denninger Angers, nach dem Bau der Siedlung Zamilapark als Grünanlage gestaltet und nach der Siedlung benannt                                                                                     | weitere Bilder                       |
| Zur Deutschen Einheit                               | Bogenhausen (48° 9′ 3″ N, 11° 38′ 36″ O)                                             | 13               | 1925                      | 1 | weitere Bilder                       |

## Sonstige Grünflächen
| Name                                         | Stadtbezirk (Lage)                                                    | Größe (ha) | Jahr der Entstehung | Anmerkung | Bild                      |
| -------------------------------------------- | --------------------------------------------------------------------- | ---------- | ------------------- | --- | ------------------------- |
| Amphibienbiotop Fasanerie                    | Feldmoching-Hasenbergl (48° 12′ 4″ N, 11° 30′ 45″ O)                  |            |                     | Biotop für die vom Aussterben bedrohte Wechselkröte | weitere Bilder            |
| Amphibienbiotop südlich des Skabiosenplatzes | Feldmoching-Hasenbergl (48° 11′ 49″ N, 11° 30′ 34″ O)                 |            |                     | Biotop für die vom Aussterben bedrohte Wechselkröte | weitere Bilder            |
| Bahnhof München Olympiastadion               | Moosach (48° 10′ 44″ N, 11° 32′ 21″ O)                                | 14         | in Planung          | Grünfläche an den ehemaligen Gleisanlagen, Ausbau zum Park mit Radweg ist geplant, der Realisierungstermin ist aber offen. | weitere Bilder            |
| Biotop am Ackermannbogen                     | Schwabing (48° 9′ 46″ N, 11° 33′ 29″ O)                               | 1,3        |                     | Biotop auf einen der letzten Bestände der Altheide des Oberwiesenfelds | weitere Bilder            |
| Denninger Anger                              | Bogenhausen (48° 8′ 37″ N, 11° 38′ 1″ O)                              | 20         | 1960                | Der in Ost-West-Richtung verlaufende Grünzug zwischen Richard-Strauss-Straße und S-Bahn wurde teilweise als Grünanlage ausgebaut, siehe in der obigen Tabelle Denninger Anger (Westteil), Grünanlage an der Pühnstraße und Zamilapark | weitere Bilder            |
| Feldmochinger Anger                          | Feldmoching-Hasenbergl (48° 12′ 43″ N, 11° 32′ 54″ O)                 | 113        |                     | Ausbau zum Stadtteilpark geplant | weitere Bilder            |
| Gleispark                                    | Berg am Laim                                                          |            | 2019                | Biotop. Besucher sollen auf den Wegen bleiben. | Gleispark                 |
| Isarauen                                     | diverse                                                               |            |                     | Das renaturierte Hochwasserbett der Isar, die an das Isarufer angrenzenden Grünflächen und die größtenteils begrünten Isarleiten (Hänge des Isarhochufers) sind Bestandteile der Landschaftsschutzgebiete Isarauen (LSG-00120.09, Fläche 780 ha) oder Hirschau und Obere Isarau (LSG-00599.01, Fläche 738 ha) Teile davon sind als eigene Grünanlagen ausgewiesen, siehe z. B. Maximiliansanlagen oder Flaucheranlagen in der oberen Tabelle. | Isarauen                  |
| Johanneskirchener Moos                       | Bogenhausen (48° 10′ 20″ N, 11° 40′ 21″ O)                            |            | 1920                | Trockenlegung des Ausläufers des Erdinger Mooses zur landwirtschaftlichen Nutzung |                           |
| Panzerwiese                                  | Milbertshofen-Am Hart (48° 13′ 0″ N, 11° 34′ 34″ O)                   | 160        | 1994                | vorherige Nutzung als Truppenübungsgelände, Naturschutzgebiet | weitere Bilder            |
| Südliche Fröttmaninger Heide                 | Schwabing-Freimann (48° 13′ 5″ N, 11° 36′ 26″ O)                      | 347        | 2012                | nur teilweise auf dem Stadtgebiet von München, zum Teil Naturschutzgebiet | weitere Bilder            |
| Trockenbiotop Kies-Trasse                    | Allach-Untermenzing (48° 11′ 6″ N, 11° 26′ 18″ O)                     | 20         |                     | | Trockenbiotop Kies-Trasse |
| Unnützwiese                                  | Trudering-Riem (48° 6′ 56″ N, 11° 39′ 10″ O)                          | 1,1        |                     | eine geplante Bebauung wurde durch OB Reiter 2017 gestoppt, ein Ausbau zu einer öffentlichen Grünanlage ist in Planung | weitere Bilder            |
| Virginia-Depot                               | Feldmoching-Hasenbergl (48° 11′ 50″ N, 11° 33′ 38″ O)                 | 24         | 2011                | Biotop auf bis 2011 militärisch genutztem Gelände | weitere Bilder            |
| Würmniederung                                | Pasing-Obermenzing, Allach-Untermenzing (48° 9′ 36″ N, 11° 27′ 30″ O) | 138        |                     | Landschaftsschutzgebiet (LSG-00120.19) | weitere Bilder            |